# Вељке Ловце
Вељке Ловце (слч. Veľké Lovce, мађ. Újlót) насељено је мјесто са административним статусом сеоске општине (слч. obec) у округу Нове Замки, у Њитранском крају, Словачка Република.

## Становништво
| Година:    | 1994. | 2004.   | 2014.   | 2024.   |
| ---------- | ----- | ------- | ------- | ------- |
| Број људи: | 2113  | 2079    | 1918    | 1746    |
| Разлика:   |       | -1,60 % | -7,74 % | -8,96 % |

| Година:    | 2023. | 2024.   |
| ---------- | ----- | ------- |
| Број људи: | 1737  | 1746    |
| Разлика:   |       | +0,51 % |

Према подацима о броју становника из 2011. године насеље је имало 1.947 становника.